# Козелужцы
Козелужцы (бел. Казялужцы) — упразднённая деревня в Чемерисском сельсовете Брагинского района Гомельской области Беларуси.

## География

### Расположение
В 9 км на северо-восток от Брагина, 26 км от железнодорожной станции Хойники (на ветке Василевичи — Хойники от линии Калинковичи — Гомель), 128 км от Гомеля.

## Транспортная система
Транспортные связи по просёлочной, затем автомобильной дороге Комарин — Брагин. Планировка состоит из короткой прямолинейной улицы меридиональной ориентации, застроенной деревянными домами усадебного типа.

## История
По письменным источникам известна с XVIII века. В 1811 году деревня в Речицком уезде, владение Ракицких.
С 8 декабря 1926 года по 30 декабря 1927 года центр Козелужского сельсовета Брагинского района Гомельского округа. В 1931 году организован колхоз «Красный Октябрь», работала кузница. В 1959 году входила в состав колхоза имени М. И. Калинина (центр — деревня Глуховичи).
До 18 марта 2005 года в Сперижском сельсовете, затем переименован в Дублинский сельсовет. До 31 октября 2006 года в составе Дублинского сельсовета.
20 августа 2008 года деревня упразднена.

## Население
После аварии на Чернобыльской АЭС и радиационного загрязнения жители (48 семей) переселены в 1986 году в чистые места.

### Численность
- 1986 — жителей нет

### Динамика
- 1850 год — 7 дворов, 79 жителей
- 1897 год — 26 дворов, 212 жителей (согласно переписи)
- 1908 год — 32 двора, 272 жителя
- 1930 год — 40 дворов 248 жителей
- 1959 год — 280 жителей (согласно переписи)
- 1986 год — жители (48 семей) переселены